# دغیرمن‌آلتی (بتلیس)
دغیرمن‌آلتی (به ترکی استانبولی: Değirmenaltı) (به کردی: Por) (به ارمنی: Պոր) یک منطقهٔ مسکونی در ترکیه است که در بیتلیس واقع شده‌است. دغیرمن‌آلتی ۶۲۵ نفر جمعیت دارد.